# فؤاد فهيم

فؤاد فهيم (ممثل) 1899 - 1957

فؤاد فهيم ممثل مصري  من مواليد 1899، تخصص في أدوار الأب والباشا ومدير الشركة بطابع كوميدي خفيف، ضمن مساحات محدودة، وبدايته كانت بدور صغير جداً في فيلم سعاد الغجرية عام 1928. تزوج فؤاد فهيم من الفنانة المصرية من أصل لبناني ثريا فخري (1914 – 1966) وكانت هذه زيجتها الثالثة  التي استمرت لمدة سبع سنوات وبعد وفاته ترك لها أموالا طائلة.
توفي في 23 فبراير 1957 عن عمر يناهز 58 سنة وترك أعماله السينمائية وعددها 29 فيلماً  انجزها من 1928 حتى 1957.

## أهم أعماله
فيلم «سعاد الغجرية» للمخرج الفرنسي جاك شوتز عام 1928
فيلم «الدفاع» للمخرج يوسف وهبي عام 1935
فيلم «ضربة القدر» للمخرج يوسف وهبي عام 1947
فيلم «الفارس الأسود» للمخرج نيازي مصطفى عام 1954
فيلم «لن أبكى أبداً» للمخرج حسن الإمام عام 1957 

## وصلات خارجية
- فؤاد فهيم على موقع السينما
- فؤاد فهيم على موقع دهليز
- فؤاد فهيم على موقع كاروهات